# Полуинтервал
Полуинтервал — один из видов промежутков в математике, множество всех вещественных чисел, заключённых между двумя вещественными числами {\displaystyle a} и {\displaystyle b} и удовлетворяющее неравенству {\displaystyle a\leqslant x<b} или неравенству {\displaystyle a<x\leqslant b} ({\displaystyle x} — любой из элементов указанного множества).
Иными словами, в полуинтервал {\displaystyle [a;b)} входят все вещественные числа, бо́льшие {\displaystyle a} и меньшие {\displaystyle b}, и само число {\displaystyle a}, но {\displaystyle b} не входит. Точно так же, в полуинтервал {\displaystyle (a;b]} входят все вещественные числа, бо́льшие {\displaystyle a} и меньшие {\displaystyle b}, и само число {\displaystyle b}, но не {\displaystyle a}:
{\displaystyle a\leqslant x<b}, {\displaystyle x\in [a;b)} — полуинтервал, открытый справа и замкнутый слева
{\displaystyle a<x\leqslant b}, {\displaystyle x\in (a;b]} — полуинтервал, открытый слева и замкнутый справа
В отличие от интервала, не включающего граничных чисел, и отрезка, включающего оба граничных числа, в полуинтервал входит только одно из граничных чисел.

## Терминология
С точки зрения теории множеств, термины «полуинтервал» и «полусегмент» равнозначны. Полуинтервал {\displaystyle [a;b)} также называют «открытым справа и замкнутым слева»; соответственно, полуинтервал {\displaystyle (a;b]} считается «открытым слева и замкнутым справа». Предлагавшиеся ранее обозначения для подобных множеств «оттервал» и «интрезок» не получили сколько-нибудь заметного распространения.